# Rabštejnek
Rabštejnek (též Rabštejn) je zřícenina hradu, který stával nedaleko Heřmanova Městce v okrese Chrudim. Od roku 1964 je chráněn jako kulturní památka. Hrad byl založen v první polovině čtrnáctého století a po většinu své existence býval vrchnostenským sídlem malého šlechtického panství. Opuštěn byl ve druhé polovině šestnáctého století a změnil se ve zříceninu, která byla v devatenáctém století romanticky upravena pro Františka Josefa z Auerspergu.

## Historie
Hrad byl založen v první polovině čtrnáctého století a nepřímo je doložen roku 1390 v přídomku Matyáše z Rabštejnka. Na přelomu čtrnáctého a patnáctého století byl majitelem hradu Jan z Orle, po jehož smrti se Rabštejnek stal roku 1405 odúmrtí. Majetek od panovníka získal Slavibor Vrš, ale z nejasných důvodů se jeho správy neujal a krátce poté Václav IV. hrad daroval Matěji Holci z Nemošic. S převodem nesouhlasili Vítek z Tuněchod, který zastupoval své nároky a navíc práva dědiců Mikuláše z Orle, a dále žestocký farář Pavel zastupující Jetřicha ze Žestok a Jana Pyska ze Žestok. Jejich námitky byly marné. Hrad si ponechal Matěj Holec, ale dědičné právo zůstalo vladykům z Orle.

### Patnácté století

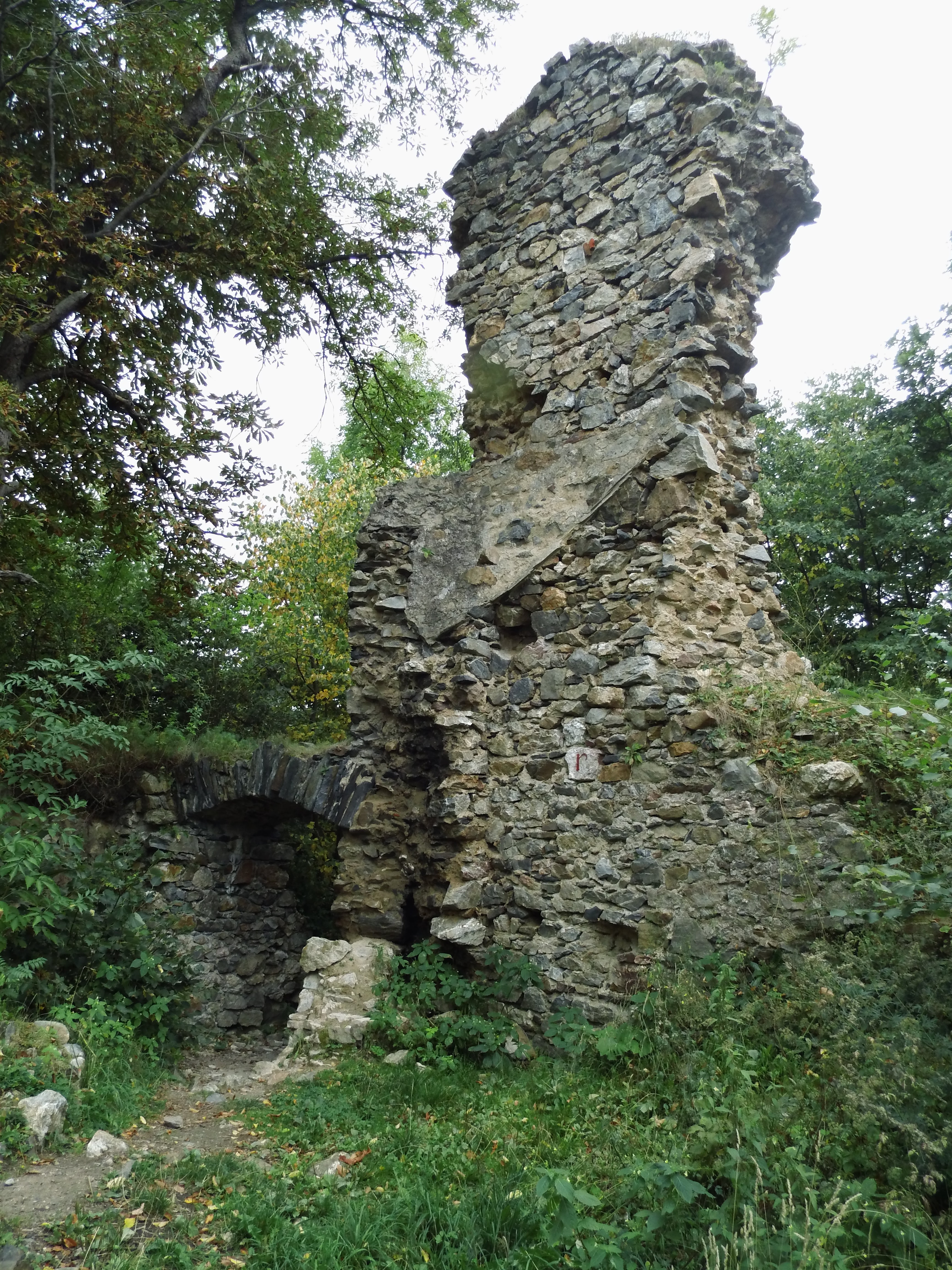
Zřícenina hradu

Během husitských válek na Rabštejnku sídlil Aleš z Orle, který prodal hrad s poplužním dvorem, selskými dvory, poplužním a selským dvorem v Sobětuších, selskými dvory ve Lhotě a polovinou vsi Smrkový Týnec Hertvíkovi z Ostružna. Ten se po Rabštejnku psal už roku 1430, ale k zápisu do zemských desek došlo až v roce 1437 za Viléma z Ostružna. Vilém obvykle používal přídomek z Rabštejnka a před rokem 1446 hradní panství prodal za 510 kop grošů Vaňkovi z Vlkova. Do zemských desek byl převod zapsán 5. prosince 1450.
V polovině patnáctého století se rozhořel právní spor o vlastnictví hradu. Příčinou se stalo provolání odúmrti po Janu Těchlevci, bratrovi Mikuláše Pyska ze Žestok, který měl nějaké nároky na hrad po svém příbuzném Janu Pyskovi, zmiňovaném v roce 1405. Statek si vyprosili Petr Kdulinec z Ostroměře a Vilém ze Dřele a v roce 1456 svá práva převedli na Soběslava z Miletínka. Současně se ale řešil spor o nároky Václava z Května, který byl pravděpodobně totožný s Václavem z Vlkova, a Hertvíka z Ostružna. Dvorský soud hrad přiřkl Václavovi a Hertvíkovi.

### Šestnácté století
Okolo roku 1484 Rabštejnek patřil Zikmundu Šárovci ze Šárova. Jeho nástupcem se stal syn Zdeněk Šárovec ze Šárova, za něhož v době nezletilosti v roce 1508 panství spravoval Jiří z Kunčího. Zdeněk Šárovec přenechal většinu panství své manželce. Sám si ponechal pouze jeden poplužní dvůr a selské dvory v Rabštejně a 25. září 1538 je prodal za 1500 kop grošů městu Chrudim. Větší díl panství zdědily dcery Dorota a Kateřina ze Šárova, které jej 27. února 1540 také prodaly za 1650 kop grošů městu. K prodávanému statku tehdy patřily vsi Týnec, Sobětuchy, Lipina, Lhota a Kochánovice
Město statek vlastnilo jen sedm let, protože za účast na stavovském povstání roku 1547 muselo hrad s dalším majetkem odevzdat do správy královské komory. Král Ferdinand I. 19. listopadu 1547 hrad prodal Janovi z Pernštejna na Helfštejně. Od něj už 9. prosince téhož roku Rabštejnek s několika vesnicemi (Slatiňany, Škrovád, Trpišov, Kochánovice, Týnec, Lipina a drobnější statky v Sobětuších, Čejkovicích a Pohledu) koupil za tři tisíce kop českých grošů Heřman Lhotský ze Zásmuk.
Heřman Lhotský se oženil s Barborou z Ronovce, s níž měli syna Ctibora a dceru Markétu. V závěti z roku 1554 odkázal Markétě 250 kop grošů věna a Ctiborovi celé rabštejnské panství. Po manželově smrti však nezletilé děti zastupovala vdova Barbora a panství přenechala Jindřichu Fráňkovi z Liběchova na Stráži, aby uhradila dluh ve výši 5750 kop českých grošů. Tuto dohodu roku 1555 potvrdil i syn Ctibor Lhotský. Jindřich Fráněk krátce poté zemřel a statek spravovala vdova Alena z Hodkova, poručnice synů Václava a Jana. Ti se v dospělosti o otcovy statky rozdělili, přičemž Rabštejnek si ponechal Václav Fráněk z Liběchova. Václav se časem velmi zadlužil a 21. října 1575 postoupil Rabštejnek a tvrz ve Slatiňanech za 9750 kop grošů Bohuslavu Mazancovi z Frymburka.
Bohuslav Mazanec byl původem měšťan povýšený roku 1561 do vladyckého stavu. Na panství řádně hospodařil a začal s rozšiřováním slatiňanské tvrze, k čemuž chtěl použít stavební kámen získaný rozebíráním, tehdy už zchátralého, Rabštejnka. Krátce po zahájení prací však roku 1589 zemřel. Pravděpodobně byl posledním možným majitelem, který na hradě bydlel, protože už v roce 1585 byl Rabštejnek popsán jako pustý.

### Novodobé dějiny

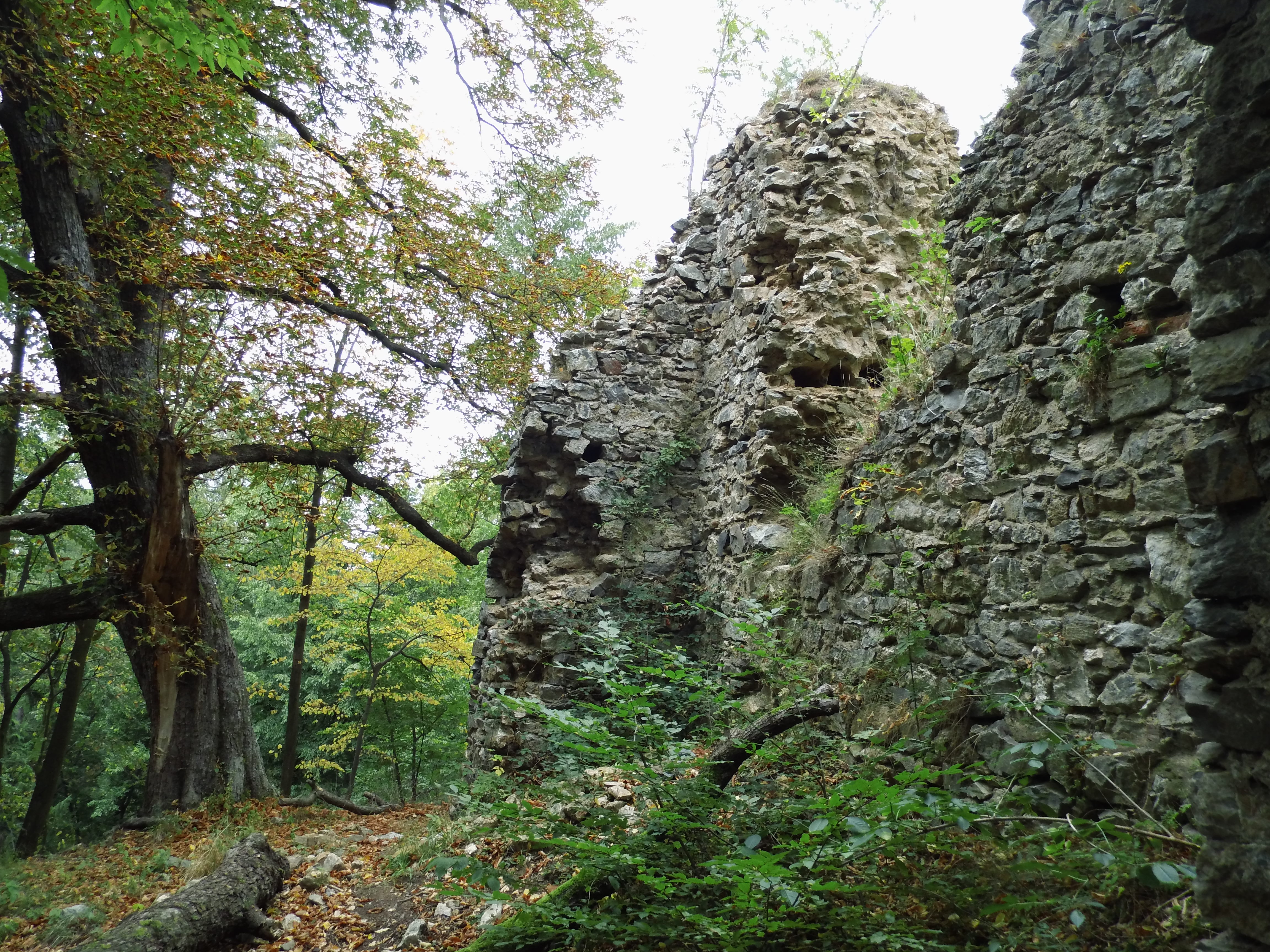
Obvodové zdi hradu

Ve druhé polovině devatenáctého století byl hrad zříceninou, kterou nechal kníže František Josef z Auerspergu upravit v duchu romantismu. V místě bývalé stavby na východní straně nechal postavit novou zeď, čímž vznikla budova s novorománskými ostěními oken a pultovou střechou. Uvnitř se nacházely dvě místnosti: menší komora a prostorný sál určený pro pobyt majitele po dobu lovu v blízké oboře.
V roce 2014 koupili zříceninu od Lesů České republiky tři nadšenci s cílem zabránit dalšímu chátrání. V roce 2024 má být hrad opět otevřen.

## Popis
Dvoudílný hrad se skládal z obdélného předhradí a přibližně oválného jádra. Předhradí obíhal příkop s valem a hradba, která se na severozápadě napojovala na skalní útvar. V místech přiléhajících k jádru měla charakter parkánové zdi. Dominantou hradního jádra byl čtverhranný donjon, za nímž bývala úzká budova, postavená do značné míry ze dřeva. Další stavba stávala v nižší části jádra v prostoru, ve kterém byla v devatenáctém století postavena romantizující budova. Obvodovou hradbu u ní zesiluje dvojice opěráků. Na severní straně z obvodu jádra vystupovala polookrouhlá dovnitř otevřená věž nebo bašta, přičemž její vnitřní strana byla v některé mladší stavební fázi zazděna.